# Tarass Chevtchenko (film)
Pour plus de détails, voir Fiche technique et Distribution.
Tarass Chevtchenko (Тарас Шевченко) est un film soviétique réalisé par Igor Savtchenko, sorti en 1951.
Après la mort en cours de tournage du réalisateur Savtchenko, le film est terminé par l'assistant-réalisateur Alexandre Alov.

## Fiche technique
- Titre original : Тарас Шевченко
- Titre français : Tarass Chevtchenko[1]
- Réalisation : Igor Savtchenko, Alexandre Alov
- Scénario : Igor Savtchenko
- Photographie : Arkadi Koltsaty, Daniil Demoutski, Ivan Chekker
- Musique : Boris Liatochinski
- Pays d'origine : URSS
- Format : Couleurs - 35 mm - Mono
- Genre : drame
- Durée : 118 minutes
- Date de sortie : 1951

## Distribution
- Sergueï Bondartchouk : Tarass Chevtchenko
- Vladimir Tchestnokov : Nikolaï Tchernychevski
- Nikolaï Timofeïev : Nikolaï Dobrolioubov
- Hnat Youra : Mikhaïl Chtchepkine
- Ivan Pereverzev : Zygmunt Sierakowski
- Evgueni Samoïlov : Nikolaï Spechniov
- Lavrenti Massokha : Nikolaï Kostomarov
- Pavel Chpringfeld : Panteleïmon Koulich
- Alekseï Konsovski : Vladimir Kourotchkine
- Grigori Chpigel : Karl Brioullov
- Mikhaïl Nazvanov : Nikolaï I
- Mark Bernes : Kosarev
- Dmytro Mylioutenko : Ouskov
- Marianna Strijenova : Agafia Ouskova
- Mikhaïl Kouznetsov : Skobelev
- Natalia Oujveï : Iarina Chevtchenko